# Северный хохлач
Северный хохлач, или гребнеголов, или северный тайлфиш (лат. Lopholatilus chamaeleonticeps), — вид лучепёрых рыб семейства малакантовых (Malacanthidae). Морские придонные рыбы. Распространены в западной части Атлантического океана. Максимальная длина тела 125 см.

## Описание
Тело крепкое, немного сжато с боков; максимальная высота тела на уровне жаберных отверстий укладывается 4 раза в общую длину тела, от этой точки тело постепенно сужается к хвостовому стеблю. Голова крупная, верхний профиль сильно выпуклый, нижний профиль почти прямой, длина головы укладывается 3,5 раза в общую длину тела. Рот умеренно большой, нижняя челюсть немного выступает вперёд, угол рта расположен под передней половиной глаза. Диаметр глаза укладывается 6,5 раза в длину головы. На каждой стороне нижней челюсти есть небольшой выступ, похожий на усик, направленный назад. Зубы на челюстях в переднем ряду клыковидные, за ними следуют полосы более мелких зубов. На голове в области затылка расположен большой мясистый гребень; высота гребня превышает в 1,5 раза диаметр глаза. Спинной плавник с 7 колючими и 15 мягкими лучами начинается над жаберными отверстиями и тянется до хвостового стебля. Первый колючий луч короткий, остальные лучи примерно одинаковой длины. В анальном плавнике 2 колючих и 13 мягких лучей. Анальный плавник немного выше спинного, начинается на уровне вертикали середины спинного плавника и тянется до вертикали окончания спинного плавника. Грудные плавники умеренно большие, заострённые, расположены низко на теле сразу за жаберными отверстиями. Брюшные плавники короче грудных, расположены немного впереди грудных. Хвостовой плавник полулунный, окончания лопастей заострённые. Боковая линия полная.
Верхняя часть тела переливчатого голубоватого или оливково-зелёного цвета с многочисленными ярко-жёлтыми и золотистыми пятнами. Голова с синевой под глазами; красноватая по бокам, снизу белая. Нижняя часть тела желтоватая или розовая, по середине брюха проходит белая линия. Спинной плавник тёмный с крупными желтоватыми пятнами; мягкая часть имеет бледную кайму. Грудные плавники бледно-коричневые с фиолетовым оттенком. Край анального плавника пурпурно-голубой.
Максимальная длина тела 125 см, обычно до 90 см. Масса тела — до 30 кг.

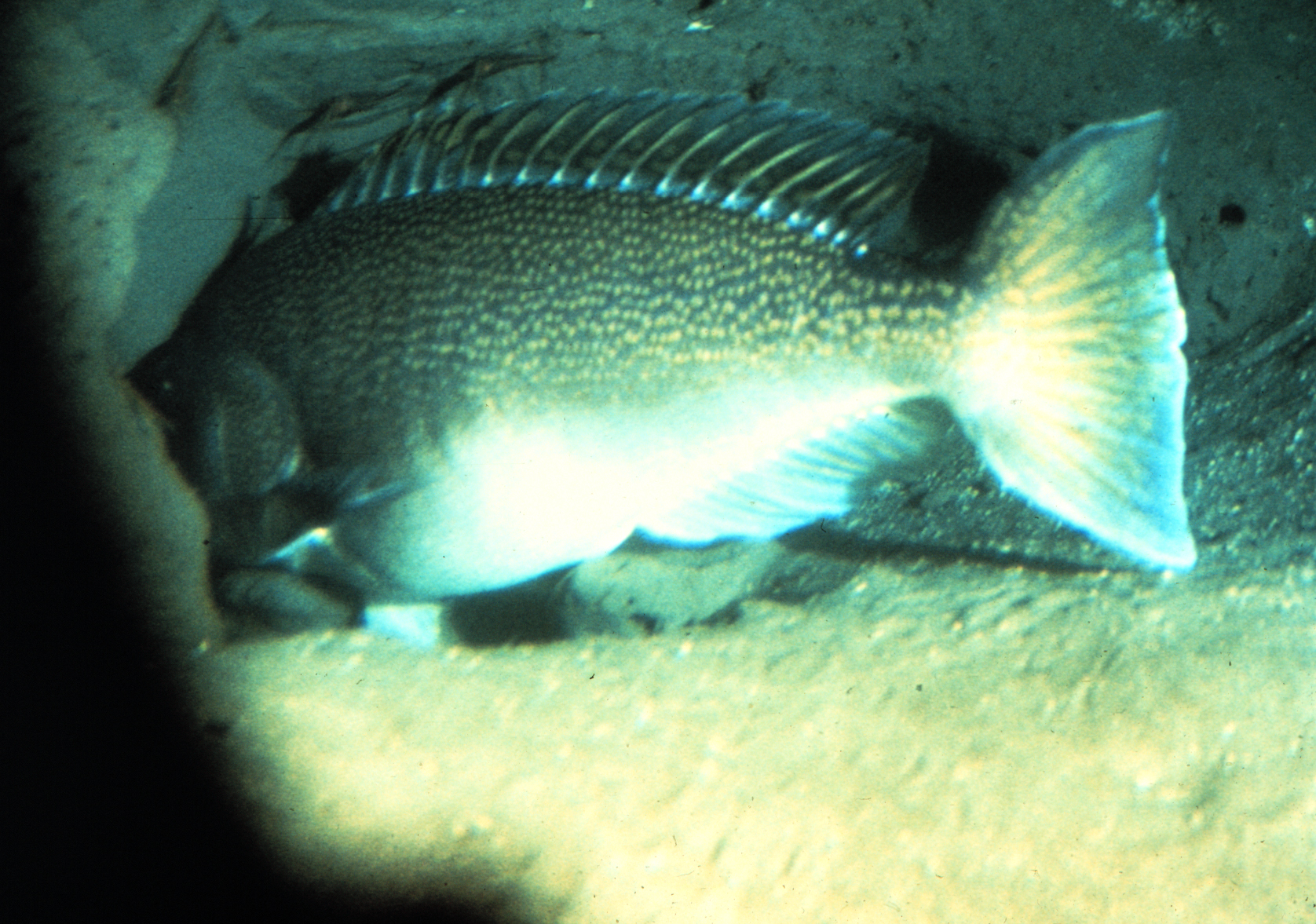
Гребнеголов у входа в нору

## Биология
Морские придонные рыбы. Обитают на континентальном шельфе и склоне на глубине 80—540 м. Ведут скрытный образ жизни, проводя большую часть времени в укрытиях. Подводные наблюдения позволили выделить несколько различных типов укрытия: горизонтальные ходы в глинистых обнажениях вдоль стен подводных каньонов; углубления под камнями и валунами и воронкообразные вертикальные норы в горизонтальных глинистых субстратах (основная среда обитания). Необходимыми условиями, определяющими выбор места обитания, являются стабильная температура воды (9—14 °С) и наличие подходящего для рытья нор субстрата. Вертикальные норы встречались на глубине 80—305 м, а на глубинах менее 120 м представлены все три типа местообитания. Диаметр входного отверстия норы варьировал от 0,88 до 1,6 м, а плотность расположения нор — от 145 до 1234 норы на км².

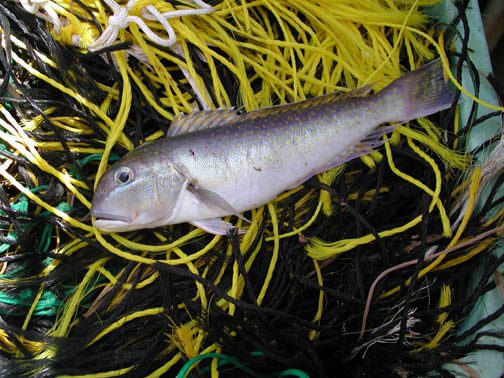
Молодь северного хохлача

### Размножение
В 1971—1973 годах у берегов Нью-Джерси самки северных хохлачей впервые созревали при длине тела 60—65 см, а самцы — при длине тела 65—70 см. Нерест отмечен с марта до августа. Плодовитость зависела от размеров самок и варьировала от 1,9 до 7,8 млн икринок у рыб длиной от 631 до 809 мм и массой от 3,5 до 9,0 кг. У берегов северо-востока США в 1980-х годах нерест северных хохлачей наблюдался с марта до ноября с пиком в мае — сентябре. Нерест порционный. Самцы и самки впервые созревали при длине тела около 50 см в возрасте 5 лет (часть самцов на 2—3 года позже при длине тела на 10—15 см больше). Перелов в 1978—1982 годах привёл к омоложению популяции; и самцы в 1982 году начинали нереститься при меньших размерах и в более молодом возрасте (на 2—2,5 года моложе), по сравнению с 1978 годом.

### Рост
Самцы северного хохлача растут быстрее самок, а самки живут дольше самцов. В первые 4 года жизни хохлачи растут со средней скоростью около 10 см/год, затем рост замедляется, особенно у самок. В возрасте 4 года общая длина тела самцов и самок составляет 43 и 41 см, соответственно; в возрасте 9 лет — 74 и 64 см, соответственно. В 1978 году максимальный размер самцов достигал 95 см в возрасте 32 года, а самок — 89 см в возрасте 35 лет.

## Ареал
Широко распространены в западной части Атлантического океана от Новой Шотландии (Канада) вдоль побережья США до Мексиканского залива (в заливе встречаются от архипелага Флорида-Кис до границы Техаса и Мексики и от Табаско до полуострова Юкатан) и далее на юг до Венесуэлы и Суринама.

## Природная катастрофа
Весной 1882 года у берегов США в районе площадью более 2700 км² от острова Нантакет до Мэриленда погибло около 1,5 млрд северных хохлачей; масса погибших рыб по оценкам превышала 7 млн тонн. Одновременно отмечалась гибель других организмов, обитающих в данном регионе (ракообразные, морские пауки, представители различных семейств лучепёрых рыб: тригловых, луциановых, мерлузовых). Предполагают, что причинами природной катастрофы явились снижение температуры воды, вызванное меандрированием Гольфстрима или с подъемом глубинных холодных вод Лабрадорского течения, или с подводным вулканизмом. Не было обнаружено признаков заболевания или чрезмерного заражения паразитами; у большинства погибших рыб были пустые желудки и вывернутые наружу через рот плавательные пузыри. Поскольку помимо хохлачей погибали и относительно холодоустойчивые рыбы, например, тресковые, то температура воды снизилась очень быстро. В течение следующих десяти лет этот вид считался вымершим, но затем в уловах вновь начали попадаться сначала отдельные экземпляры, а потом и значительные количества хохлачей.